# Tatort: Hilflos
Hilflos ist der Titel des fünften Tatort-Krimis mit Maximilian Brückner und Gregor Weber in den Hauptrollen. Der von der ProSaar Medienproduktion für Degeto Film und den Saarländischen Rundfunk produzierte Beitrag wurde am 24. Januar 2010 erstgesendet.

## Handlung
Tobias Rothgerber, Schüler einer Gesamtschule, erscheint bei der Polizei und gibt an, sich Sorgen um seinen besten Freund David Kullmann zu machen. Er befürchtet, ihm könne etwas zugestoßen sein, verschwindet jedoch wieder, ohne nähere Angaben zu machen. Kurz darauf meldet sich ein anonymer Anrufer mit dem Hinweis, in einem alten Parkhaus die Leiche eines Jungen gefunden zu haben. Wie sich herausstellt, handelt es sich tatsächlich um David. Die Ermittler Kappl und Deininger befragen die Klassenkameraden von David, niemanden jedoch scheint der Tod des Mitschülers zu berühren. Tobias wird zum Verhör mitgenommen. In der Vernehmung gibt der Jugendliche sich äußerst schweigsam. Die Indizien sprechen allerdings gegen ihn. So werden etwa seine Schuhabdrücke bei der Leiche gefunden und er wird als der anonyme Anrufer identifiziert. Tobias wird daher vorläufig in Gewahrsam genommen, gleichzeitig wird sein PC beschlagnahmt, um ihn nach Hinweisen zu durchsuchen.
Erste nützliche Anhaltspunkte erhalten die Kommissare von Tobias’ Mitschülerin Anna Lena. Sie gibt an, David sei wie Tobias ein Einzelgänger gewesen und beide seien ständig gemobbt worden, hauptsächlich von ihrem Klassenkameraden Jonathan Seibert. Im Verhör gibt Jonathan sich zunächst ungerührt, offensichtlich hat er jedoch ebenfalls etwas zu verbergen. Tobias wird nach zwei Tagen wieder entlassen und besucht Jonathan mehrmals. Jonathan will seiner Mutter nicht sagen, was die beiden in seinem Zimmer machen. Bei der Auswertung der Festplatte von Tobias’ beschlagnahmten Computers werden Videos gefunden, auf denen zu sehen ist, wie Jonathan und David sich auf einem Parkdeck streiten und David von Jonathan über ein Geländer gestoßen wird. Dieser gesteht die Tat, beteuert jedoch, es sei ein Unfall gewesen. Tobias hatte die Szene somit zufällig mitangesehen und gefilmt, ohne jedoch seinem Freund zu helfen. Statt die Tat anzuzeigen, erpresste er Jonathan damit. Nach Kommissar Kappls Einschätzung wollte er so wenigstens einmal im Leben nicht das Opfer sein, sondern selbst Macht ausüben. Nachdem Jonathan festgenommen worden ist, wird Tobias entlassen und wirft sich aus Schuldgefühlen vor einen LKW.

## Rezeption

### Einschaltquoten
Die Erstausstrahlung von Hilflos am 24. Januar 2010 wurde in Deutschland insgesamt von 8,62 Millionen Zuschauern gesehen und erreichte einen Marktanteil von 22,6 % für Das Erste; in der Gruppe der 14- bis 49-jährigen Zuschauer wurden 3,16 Millionen Zuschauer und ein Marktanteil von 19,5 % erreicht.

### Kritiken
„In ‚Hilflos‘ werden die beiden Saarbrücker Kommissare zurückgeworfen auf ihre Intuition, ihre Gefühle, ihre Menschlichkeit. Es geht um Jugendliche und ihre brutalen Rituale, es geht ans Eingemachte. Da müssen Kappl und Deininger Farbe bekennen. ‚Hilflos‘ ist ein kühl inszenierter, konzentrierter Gesprächsfilm, der gar nicht mal so viele Worte macht.“

„Doch diese Folge ist eine Reifeprüfung für die Kommissare. ‚Hilflos‘ entfaltet eine Wucht, die verstört, der man staunend und tatsächlich hilflos gegenüber steht. Die Geschichte eines ermordeten Schülers, der brutal zugerichtet in einem Parkhaus gefunden wird, erzählt von Anführern, Mitläufern, Ausgestoßenen und dem Krieg im Klassenzimmer, wie er sich tagtäglich in Deutschlands Schulen abspielen könnte. Sie erzählt von Lehrern, die resigniert und teilnahmslos agieren, und von Eltern, die keinen Zugang zum Treiben im Jugendzimmer finden. […] Dieser ‚Tatort‘ wirft Fragen auf, die nicht beantwortet werden können, die noch niemand beantwortet hat. Er zeigt die verwirrte Seele einiger Teenies unterm Brennglas, die aussehen wie Vampire in den derzeit so angesagten Hollywoodfilmen, und die eine beängstigende Gewaltbereitschaft an den Tag legen.“